# Oliveira de Frades, Souto de Lafões e Sejães
Oliveira de Frades, Souto de Lafões e Sejães (llamada oficialmente União das Freguesias de Oliveira de Frades, Souto de Lafões e Sejães) es una freguesia portuguesa del municipio de Oliveira de Frades, distrito de Viseu.

## Historia
Fue creada el 28 de enero de 2013 en aplicación de una resolución de la Asamblea de la República de Portugal promulgada el 16 de enero de 2013 con la unión de las freguesias de Oliveira de Frades, Sejães y Souto de Lafões, pasando su sede a estar situada en la antigua freguesia de Oliveira de Frades.

## Demografía
| Gráfica de evolución demográfica de Oliveira de Frades, Souto de Lafões e Sejães entre 2011 y 2021 |
| |
| Datos según el nomenclátor publicado por el INE portugués.                                         |